# Gemini 9A
Gemini 9A (oficialment Gemini IX-A) va ser un vol espacial tripulat en 1966 sota el programa Gemini de la NASA. Va ser el 7è vol Gemini tripulat, el 13è vol tripulat americà i el 23è vol de tots els temps (s'inclouen els vols X-15 per sobre dels 100 km).